# Велика Барна
Велика Барна је насељено мјесто града Грубишног Поља, у Бјеловарско-билогорској жупанији, Република Хрватска.

## Географија
Велика Барна се налази око 5 км сјеверозападно од Грубишног Поља.

## Прошлост
Велика Барна је као село насељена око 1598. године за време аустријског цара Рудолфа II. Поред ње ту су 1905. године још села: Мала Барна и Јасеновача Мала.
Почетком 20. века политичка општина за Велику Барну налазила се у месту Велики Грђевац, а ту је била и пошта. Брзојав је био у Грубишином Пољу. Остала институције и власти имале су седиште у Беловару.
Православна црквена општина била је почетком 20. века организована у месту, под председништвом Прокопа Ковачевића. Православна парохија је била IV класе, са парохијским домом и два српска православна гробља. У црквеној ризници се налазила најстарија црквена књига србљак из 1661. године, штампан у Римнику. Парох је у то време поп Саво Теодоровић (од 1880) родом из Уљаника.
Православна црква је грађена 1844. године и посвећена Св. апостолу и јеванђелисти Марку. Темпло је осликао 1889. године сликар Марко Перош из Загреба. Најстарији познати свештеници су: Михаило Бакрач (1770-1776), Јован Вујић (1776-1809), Тимотеј Вујић (1809-1817), Андро Бирач (1817-1819), Лука Шешић (1819-1827) и други. Православно парохијско звање је основано 1824. године, а најстарије православне матрикуле, оне венчаних су из 1769. године.
У месту је (1839) био један претплатник Павловићевог "Српског народног листа".
Школа у Великој Барни је комунална, са једним здањем сазиданим 1828. године. Учитељ је 1905. године Ђуро Момчиловић који има 106 ђака у редовној настави и још 24 у недељној школи. Ту долазе школска деца из Мале Јасеноваче.

## Становништво
Према попису становништва из 2011. године, насеље Велика Барна је имало 335 становника. Многи становници српске националности су протерани током операције „Откос 10”.
| Националност       | 1991. | 1981. | 1971. | 1961. |
| Срби               | 335   | 350   | 579   | 664   |
| Хрвати             | 319   | 367   | 559   | 649   |
| Југословени        | 39    | 137   | 4     |       |
| остали и непознато | 36    | 41    | 47    | 59    |
| Укупно             | 729   | 895   | 1.189 | 1.372 |

| Демографија | Демографија | Демографија |
| Година      | Становника  | Становника  |
| ----------- | ----------- | ----------- |
| 1961.       | 1.372       |             |
| 1971.       | 1.189       |             |
| 1981.       | 895         |             |
| 1991.       | 729         |             |
| 2001.       | 411         |             |
| 2011.       |             | 335         |

## Попис 1991.
На попису становништва 1991. године, насељено место Велика Барна је имало 729 становника, следећег националног састава:
| Попис 1991.‍  | Попис 1991.‍  | Попис 1991.‍ | Попис 1991.‍ | Попис 1991.‍ |
| ------------ | ------------ | ----------- | ----------- | ----------- |
|              |              |             |             |             |
| Срби         | Срби         |             | 335         | 45,95%      |
| Хрвати       | Хрвати       |             | 319         | 43,75%      |
| Југословени  | Југословени  |             | 39          | 5,34%       |
| Чеси         | Чеси         |             | 8           | 1,09%       |
| Мађари       | Мађари       |             | 7           | 0,96%       |
| Роми         | Роми         |             | 2           | 0,27%       |
| Словенци     | Словенци     |             | 1           | 0,13%       |
| неопредељени | неопредељени |             | 12          | 1,64%       |
| непознато    | непознато    |             | 6           | 0,82%       |
| укупно: 729  |              |             |             |             |